# Place de Valois
La place de Valois est une place du 1er arrondissement de Paris.

## Situation et accès
La place est située juste à l'est du Palais-Royal. C'est une place fermée par des immeubles, n'ouvrant en son centre que par une courte voie (intégrée à la place) sur la rue de Valois à l'ouest et sur la rue des Bons-Enfants à l'est par le passage Vérité, un porche traversant face à la rue Montesquieu.
La place est aujourd'hui entièrement piétonnière.

## Origine du nom
Elle est ainsi nommée en 1867 en l'honneur de Louis-Philippe duc de Valois, fils aîné de Louis-Philippe duc d'Orléans.

## Historique
Elle dépendait autrefois du Palais-Royal, et renfermait sans doute des réservoirs qui alimentaient les bassins du jardin.
Paris, le 19 ventôse, l'an VII (9 mars 1799) de la République :
« Le Directoire exécutif, pénétré des avantages que doit trouver la République française dans l'aliénation des différents bâtiments qui composent le ci-devant Palais-Royal ; également convaincu de la nécessité de préciser tellement les conditions de la vente, qu'il ne puisse être éprouvé par les adjudicataires aucune difficulté dans la jouissance de leur acquisition :
Article 1er. Sont réputés passages publics, etc.
Article 7 : le passage qui traverse dans sa largeur ladite cour et celle des Fontaines, dont l'issue aboutit à celle des Bons-Enfants.
Le Président du Directoire exécutif, signé P. Barras. »
Précédemment appelée « cour » ou « passage des Fontaines » et également « place du Palais-Royal », elle prend le nom de « place de Valois » par arrêté du 26 février 1867 ».
Cette ancienne dépendance du Palais Royal est cédée par l'État à la Ville de Paris en 1897. 

## Bâtiments remarquables et lieux de mémoire

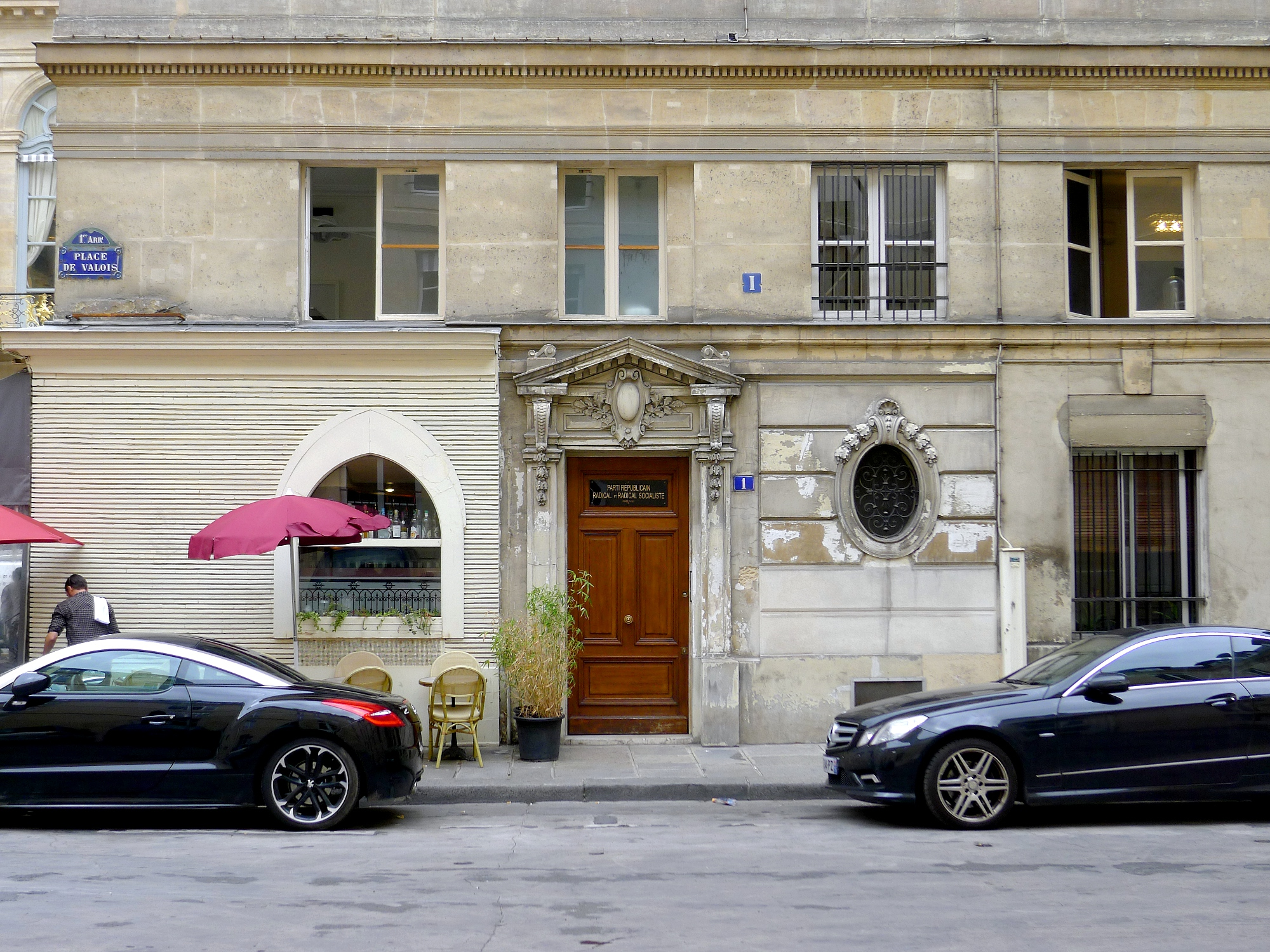
No 1 : siège du parti radical également dit valoisien.
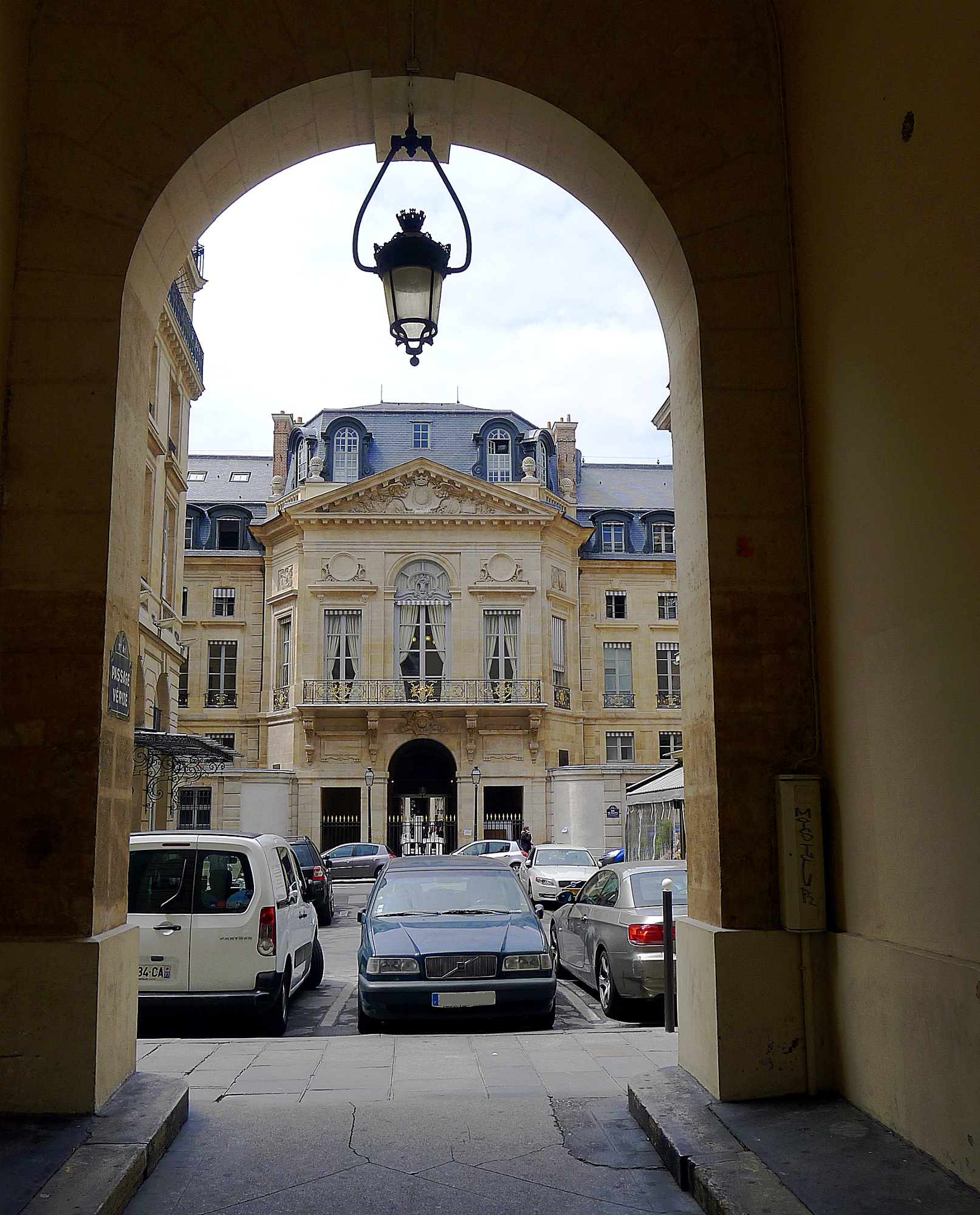
Place et rue de Valois vues depuis le passage Vérité.

- No 1: s'y trouve depuis 1933[2] le siège des Radicaux. D'abord du Parti radical, puis du Parti radical dit valoisien — la place lui ayant donné son surnom pour le distinguer du Parti radical de gauche né de la scission du Parti radical « historique » en 1971 — puis du Mouvement radical, issu de la réunification actée en décembre 2017.
- No 5 : siège de la Ligue de Paris Île-de-France de football, qui fut aussi un temps celui du Paris Saint-Germain.
- Le 20 mars 2019, Paris rend hommage au sculpteur sénégalais Ousmane Sow, mort le 1er décembre 2016, en inaugurant et installant de manière pérenne sur la place de Valois, une de ses œuvres : Couple de lutteurs corps à corps (série Nouba).

## Pour approfondir